# شون سينجر
شون سينجر (بالإنجليزية: Sean Singer)‏ هو شاعر أمريكي، ولد في 1974.